# Billard russe

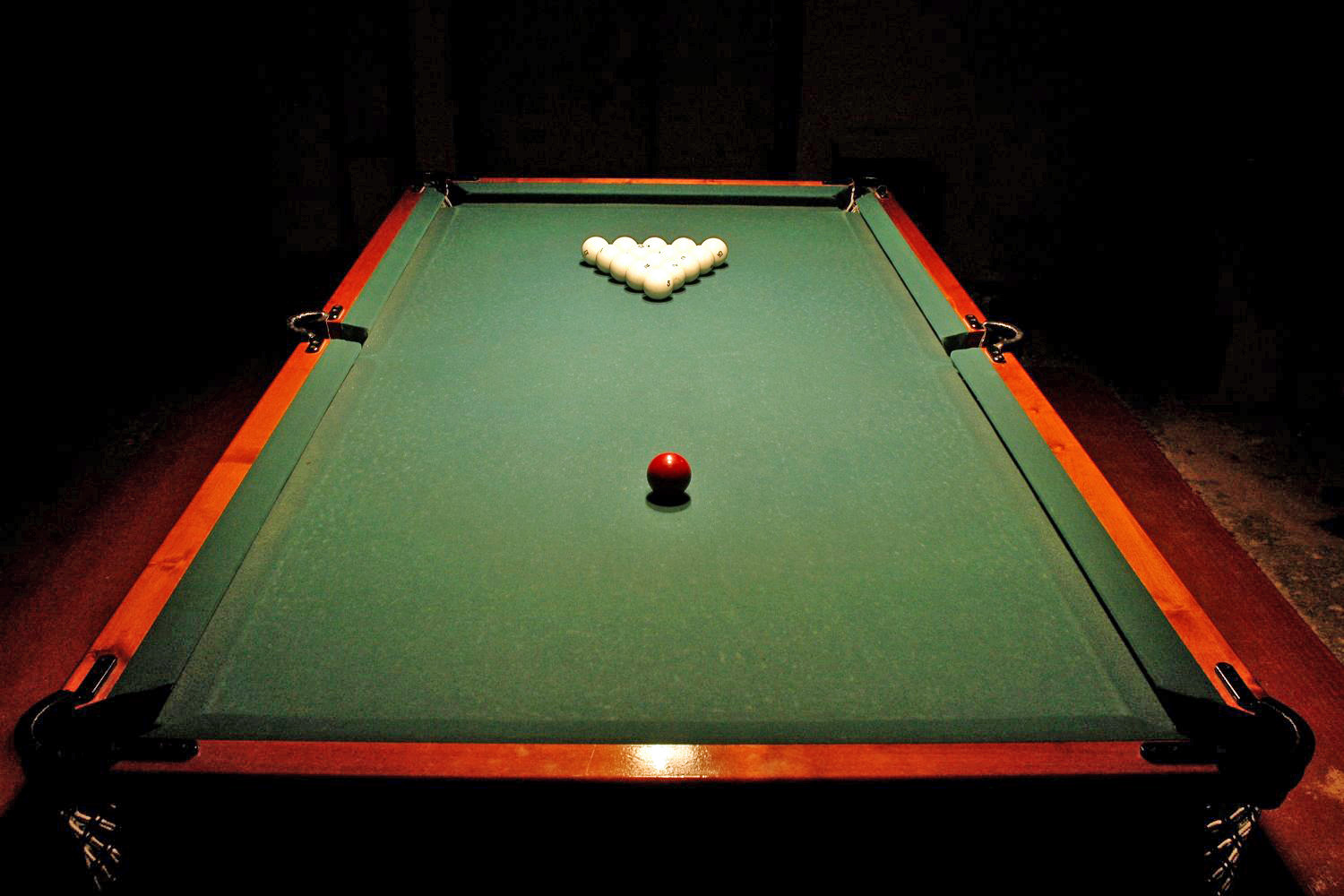
Disposition des billes de la pyramide russe

Le Billard russe (aussi appelé pyramide russe) est un jeu de billard comparable au billard américain ou au snooker. Comme dans ces derniers, le but du jeu est d'empocher des billes.

## Dimensions
- La table : Le billard russe peut être joué sur différentes tailles de tables : 7' (198 х 99 cm); 8' (224 х 112 cm); 9' (254 х 127 cm); 12' (356 х 178 cm) cette dernière étant la plus fréquente.
- Les billes : 16 billes (15 blanches et 1 rouge) sont plus grosses et plus lourdes que dans les autres type de billards. Deux tailles de billes sont admises 68 mm et 71 mm.
- Les poches : Les poches ne sont plus larges que les billes que de 2 mm ou 4 mm (suivant les billes utilisées) ce qui rend le jeu très difficile.

## Règles

### But du jeu
Le but du jeu est d'empocher 8 billes. Le premier joueur à avoir empoché 8 billes gagne.

### Début de la partie
La partie commence en utilisant la bille rouge placée sur la marque. Les billes blanches sont placées en triangle. La bille rouge permet de "casser". Ensuite les billes sont indifférenciées.

### Déroulement de la partie
Au cours de la partie, n'importe quelle boule peut être utilisée comme bille de choc. De la même manière toutes les billes peuvent être empochées. Cependant la bille de choc doit tout de même entrer en contact avec une autre bille et ne peut donc être empochée directement.
Pour toute faute d'un joueur, une bille déjà empochée de celui-ci est remise en jeu. 